# Wittingen
Wittingen è una città della Bassa Sassonia, in Germania. Appartiene al circondario di Gifhorn.

## Geografia antropica

### Suddivisioni amministrative
Wittingen si divide in 27 zone (Ortsteil), corrispondenti all'area urbana e a 26 frazioni:
- Wittingen (area urbana)
- Boitzenhagen
- Darrigsdorf
- Erpensen
- Eutzen
- Gannerwinkel
- Glüsingen
- Hagen
- Kakerbeck
- Knesebeck
- Küstorf
- Lüben
- Mahnburg
- Ohrdorf
- Plastau
- Rade
- Radenbeck
- Rumstorf
- Schneflingen
- Stöcken
- Suderwittingen
- Teschendorf
- Transvaal
- Vorhop
- Wollerstorf
- Wunderbüttel
- Zasenbeck

## Amministrazione

### Gemellaggi
- Gela